# 札幌市交通局720形電車
札幌市交通局720形電車（さっぽろしこうつうきょく720がたでんしゃ）は、札幌市交通局が1970年に導入した札幌市電の路面電車車両である。

## 概要
鉄北線（北27条 - 新琴似駅前）の電化工事の完了に伴い、余剰となっていた路面ディーゼルカーD1030形D1037号と、事故廃車となった240形245号を種車として改造された電車。
電車化にあたり、ディーゼル車時代に大きく開いていた車体側面のスカートは電車同様に塞がれたが、バンパー下部のラジエーターグリルはそのままであった。D1030形時代に使用していた側面方向幕は撤去された。

## 製造
上記の通り、1970年（昭和45年）8月に721号がD1030形D1037号の車体と、事故廃車となった240形245号の台車、電装品、ワンマン機器を組み合わせて泰和車輌で改造された。本形式はこの1両のみである。

## 廃車
1974年（昭和49年）5月に鉄北線廃止に伴い廃車となった。廃車後は江別市の札幌商科大学（現・札幌学院大学）に引き取られたが、後に解体されている。

## 主要諸元
- 全長：13,100 mm
- 全幅：2,230 mm
- 全高：3,510 mm
- 自重：15 t
- 定員：90名
- 出力・駆動方式：37.3 kW ×2・吊り掛け式
- 台車形式：札幌綜合鉄工共同組合形（コイルばね、ころ軸受式）